# Canton de Val de Save
Le canton de Val de Save est une circonscription électorale française du département du Gers créée par le décret du 26 février 2014 et entrée en vigueur lors des premières élections départementales suivant la publication du décret.

## Histoire
Un nouveau découpage territorial du Gers entre en vigueur à l'occasion des élections départementales de 2015. Il est défini par le décret du 26 février 2014, en application des lois du 17 mai 2013 (loi organique 2013-402 et loi 2013-403). Les conseillers départementaux sont, à compter de ces élections, élus au scrutin majoritaire binominal mixte. Les électeurs de chaque canton élisent au Conseil départemental, nouvelle appellation du Conseil général, deux membres de sexe différent, qui se présentent en binôme de candidats. Les conseillers départementaux sont élus pour 6 ans au scrutin binominal majoritaire à deux tours, l'accès au second tour nécessitant 12,5 % des inscrits au 1er tour. En outre la totalité des conseillers départementaux est renouvelée. Ce nouveau mode de scrutin nécessite un redécoupage des cantons dont le nombre est divisé par deux avec arrondi à l'unité impaire supérieure si ce nombre n'est pas entier impair, assorti de conditions de seuils minimaux. Dans le Gers, le nombre de cantons passe ainsi de 31 à 17.
Le canton de Val de Save est formé de communes des anciens cantons de Lombez (24 communes), de Samatan (15 communes) et de L'Isle-Jourdain (1 commune). Le canton est entièrement inclus dans l'arrondissement d'Auch. Le bureau centralisateur est situé à Samatan.

## Représentation
| Période élective | Période élective | Mandat | Mandat   | Identité        | Nuance | Nuance | Qualité                |
| ---------------- | ---------------- | ------ | -------- | --------------- | ------ | ------ | ---------------------- |
| 2015             | 2021             | 2015   | 2021     | Jean-Pierre Cot |        | PRG    | Maire de Lombez        |
| 2015             | 2021             | 2015   | 2021     | Yvette Ribes    |        | PS     | Enseignante à Monblanc |
| 2021             | 2028             | 2021   | en cours | Jean-Pierre Cot |        | PRG    | Maire de Lombez        |
| 2021             | 2028             | 2021   | en cours | Yvette Ribes    |        | PS     | Conseillère sortante   |

### Résultats détaillés

#### Élections de mars 2015
À l'issue du 1er tour des élections départementales de 2015, deux binômes sont en ballotage : Jean-Pierre Cot et Yvette Ribes (Union de la Gauche, 41,78 %) et Marie-Christine Bisognani et Guy Larée (DVD, 41,03 %). Le taux de participation est de 62,68 % (5 441 votants sur 8 681 inscrits) contre 60,11 % au niveau départemental et 50,17 % au niveau national.
Au second tour, Jean-Pierre Cot et Yvette Ribes (Union de la Gauche) sont élus avec 50,93 % des suffrages exprimés et un taux de participation de 64,49 % (2 668 voix pour 5 599 votants et 8 682 inscrits).
Jean-Pierre Cot est membre du MRSL.

#### Élections de juin 2021
Le premier tour des élections départementales de 2021 est marqué par un très faible taux de participation (33,26 % au niveau national). Dans le canton de Val de Save, ce taux de participation est de 45,93 % (4 162 votants sur 9 062 inscrits) contre 44,9 % au niveau départemental. À l'issue de ce premier tour,  le binôme constitué de Jean-Pierre Cot et Yvette Ribes (DVG , 66,19 %), est élu avec 66,19 % des suffrages exprimés.

## Composition
Le canton de Val de Save comprend quarante communes entières.
| Nom                             | Code Insee | Intercommunalité              | Superficie (km2) | Population (dernière pop. légale) | Densité (hab./km2) | Modifier                                    |
| ------------------------------- | ---------- | ----------------------------- | ---------------- | --------------------------------- | ------------------ | ------------------------------------------- |
| Samatan (bureau centralisateur) | 32410      | CC du Savès                   | 33,53            | 2 478 (2022)                      | 74                 | modifier les données · modifier les données |
| Betcave-Aguin                   | 32048      | CC des Coteaux Arrats Gimone  | 10,19            | 91 (2022)                         | 8,9                | modifier les données · modifier les données |
| Bézéril                         | 32051      | CC du Savès                   | 9,65             | 106 (2022)                        | 11                 | modifier les données · modifier les données |
| Cadeillan                       | 32069      | CC du Savès                   | 4,26             | 78 (2022)                         | 18                 | modifier les données · modifier les données |
| Castillon-Savès                 | 32090      | CC de la Gascogne Toulousaine | 11,96            | 335 (2022)                        | 28                 | modifier les données · modifier les données |
| Cazaux-Savès                    | 32098      | CC du Savès                   | 5,62             | 329 (2022)                        | 59                 | modifier les données · modifier les données |
| Espaon                          | 32124      | CC du Savès                   | 8,89             | 186 (2022)                        | 21                 | modifier les données · modifier les données |
| Garravet                        | 32138      | CC du Savès                   | 9,09             | 148 (2022)                        | 16                 | modifier les données · modifier les données |
| Gaujac                          | 32140      | CC du Savès                   | 5,01             | 75 (2022)                         | 15                 | modifier les données · modifier les données |
| Gaujan                          | 32141      | CC des Coteaux Arrats Gimone  | 10,82            | 119 (2022)                        | 11                 | modifier les données · modifier les données |
| Labastide-Savès                 | 32171      | CC du Savès                   | 3,62             | 187 (2022)                        | 52                 | modifier les données · modifier les données |
| Lahas                           | 32182      | CC des Coteaux Arrats Gimone  | 14,54            | 181 (2022)                        | 12                 | modifier les données · modifier les données |
| Laymont                         | 32206      | CC du Savès                   | 11,05            | 230 (2022)                        | 21                 | modifier les données · modifier les données |
| Lombez                          | 32213      | CC du Savès                   | 19,55            | 2 188 (2022)                      | 112                | modifier les données · modifier les données |
| Monblanc                        | 32261      | CC du Savès                   | 12,93            | 391 (2022)                        | 30                 | modifier les données · modifier les données |
| Mongausy                        | 32270      | CC des Coteaux Arrats Gimone  | 7,41             | 90 (2022)                         | 12                 | modifier les données · modifier les données |
| Montadet                        | 32276      | CC du Savès                   | 5,11             | 66 (2022)                         | 13                 | modifier les données · modifier les données |
| Montamat                        | 32277      | CC du Savès                   | 6,60             | 109 (2022)                        | 17                 | modifier les données · modifier les données |
| Montégut-Savès                  | 32284      | CC du Savès                   | 3,69             | 69 (2022)                         | 19                 | modifier les données · modifier les données |
| Montpezat                       | 32289      | CC du Savès                   | 15,64            | 242 (2022)                        | 15                 | modifier les données · modifier les données |
| Nizas                           | 32295      | CC du Savès                   | 4,16             | 137 (2022)                        | 33                 | modifier les données · modifier les données |
| Noilhan                         | 32297      | CC du Savès                   | 18,03            | 391 (2022)                        | 22                 | modifier les données · modifier les données |
| Pébées                          | 32308      | CC du Savès                   | 4,05             | 100 (2022)                        | 25                 | modifier les données · modifier les données |
| Pellefigue                      | 32309      | CC du Savès                   | 12,81            | 107 (2022)                        | 8,4                | modifier les données · modifier les données |
| Polastron                       | 32321      | CC du Savès                   | 15,21            | 269 (2022)                        | 18                 | modifier les données · modifier les données |
| Pompiac                         | 32322      | CC du Savès                   | 10,12            | 207 (2022)                        | 20                 | modifier les données · modifier les données |
| Puylausic                       | 32336      | CC du Savès                   | 9,84             | 159 (2022)                        | 16                 | modifier les données · modifier les données |
| Sabaillan                       | 32353      | CC du Savès                   | 11,21            | 154 (2022)                        | 14                 | modifier les données · modifier les données |
| Saint-André                     | 32356      | CC du Savès                   | 5,58             | 126 (2022)                        | 23                 | modifier les données · modifier les données |
| Saint-Élix-d'Astarac            | 32374      | CC des Coteaux Arrats Gimone  | 8,17             | 184 (2022)                        | 23                 | modifier les données · modifier les données |
| Saint-Lizier-du-Planté          | 32386      | CC du Savès                   | 10,49            | 148 (2022)                        | 14                 | modifier les données · modifier les données |
| Saint-Loube                     | 32387      | CC du Savès                   | 6,09             | 99 (2022)                         | 16                 | modifier les données · modifier les données |
| Saint-Soulan                    | 32407      | CC du Savès                   | 12,31            | 155 (2022)                        | 13                 | modifier les données · modifier les données |
| Sauveterre                      | 32418      | CC du Savès                   | 16,45            | 281 (2022)                        | 17                 | modifier les données · modifier les données |
| Sauvimont                       | 32420      | CC du Savès                   | 3,44             | 66 (2022)                         | 19                 | modifier les données · modifier les données |
| Savignac-Mona                   | 32421      | CC du Savès                   | 6,87             | 145 (2022)                        | 21                 | modifier les données · modifier les données |
| Seysses-Savès                   | 32432      | CC du Savès                   | 13,26            | 245 (2022)                        | 18                 | modifier les données · modifier les données |
| Simorre                         | 32433      | CC des Coteaux Arrats Gimone  | 35,85            | 695 (2022)                        | 19                 | modifier les données · modifier les données |
| Tournan                         | 32451      | CC du Savès                   | 12,56            | 178 (2022)                        | 14                 | modifier les données · modifier les données |
| Villefranche-d'Astarac          | 32465      | CC des Coteaux Arrats Gimone  | 12,62            | 168 (2022)                        | 13                 | modifier les données · modifier les données |
| Canton de Val de Save           | 3217       |                               | 438,28           | 11 712 (2022)                     | 27                 | modifier les données                        |

## Démographie
En 2022, le canton comptait 11 712 habitants, en évolution de +2,95 % par rapport à 2016 (Gers : +1,04 %, France hors Mayotte : +2,11 %).
| 2013   | 2018   | 2022   |
| ------ | ------ | ------ |
| 11 285 | 11 404 | 11 712 |